# Spreader

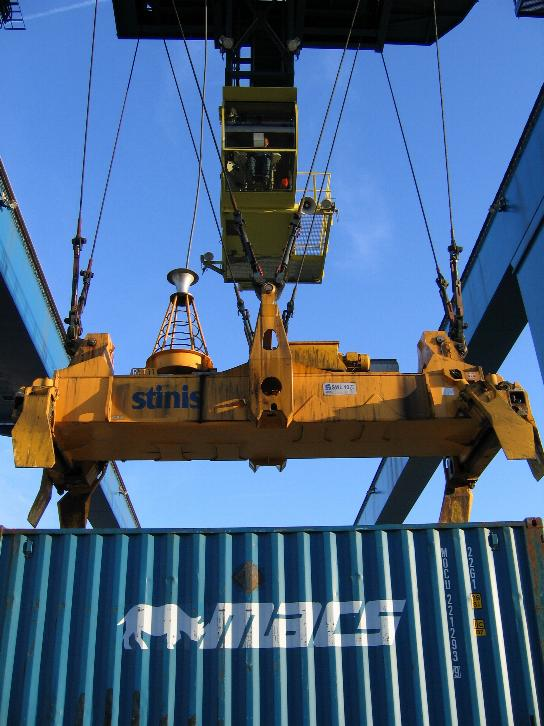
grues portacontenidors i spreader amb aletes.

L'spreader  és un sistema elevador emprat en el transport de contenidors en ports i terminals ferroviàries per moure els contenidors que compleixen amb la norma ISO.
Se sol tractar de marcs telescòpics que s'ajusten a la longitud del contenidor (20, 30, 40 o 45 peus) i s'acoblen a les quatre cantonades superiors d'aquest element, tancant-se amb l'ajuda dels twistlocks. També es denomina spreader als elevadors de contenidors que no es poden ajustar (tingui's en compte que spread ve de l'anglès i significa "estendre", "desplegar"), i també es denomina spreader al dispositiu del carretó pòrtic que s'utilitza per traslladar contenidors a les terminals. Al marge dels spreaders que prenen el contenidor des de dalt, també hi ha sistemes que prenen els contenidors buits de forma lateral, els anomenats sidelifters.
Molts spreader compten amb una mena d'aletes, conegudes com a flippers que es poden tancar i que permeten centrar l'spreader quan es col·loquen sobre el contenidor. L'operari de la grua pot tancar els flippers cap avall o cap amunt.
A més, també hi ha spreader que s'utilitzen en "mode twin" (twin en anglès significa "bessó"). Aquests sistemes permeten moure dos contenidors de 20 peus alhora, com si es tractés d'un sol contenidor de 40 peus o poc més. El buit entre els contenidors es pot regular de forma progressiva fins que aconsegueix una longitud total de 40 o 45 peus. Aquest sistema permet reduir el temps de càrrega o descàrrega dels vaixells.